# Niebiańskie pnie
Niebiańskie pnie (lub dziesięć pni) to dziesięciostopniowy system cykliczny używany w chińskiej filozofii, alchemii i astrologii. Razem z ziemskimi gałęziami tworzą one cykl sześćdziesięcioletni, stosowany w chińskich kalendarzach tradycyjnych oraz w astrologii. W filozofii łączą się ściśle z pojęciami yin i yang oraz z teorią pięciu pierwiastków.
|    | Niebiański pień | Chińska nazwa | Japońska nazwa kun'yomi | Japońska nazwa on'yomi | Yin Yang | Pierwiastek |
| -- | --------------- | ------------- | ----------------------- | ---------------------- | -------- | ----------- |
| 1  | 甲              | jiǎ           | kinoe                   | kō                     | yang     | drewno      |
| 2  | 乙              | yǐ            | kinoto                  | otsu                   | yin      | drewno      |
| 3  | 丙              | bǐng          | hinoe                   | hei                    | yang     | ogień       |
| 4  | 丁              | dīng          | hinoto                  | tei                    | yin      | ogień       |
| 5  | 戊              | wù            | tsuchinoe               | bo                     | yang     | ziemia      |
| 6  | 己              | jǐ            | tsuchinoto              | ki                     | yin      | ziemia      |
| 7  | 庚              | gēng          | kanoe                   | kō                     | yang     | metal       |
| 8  | 辛              | xīn           | kanoto                  | shin                   | yin      | metal       |
| 9  | 壬              | rén           | mizunoe                 | jin                    | yang     | woda        |
| 10 | 癸              | guǐ           | mizunoto                | ki                     | yin      | woda        |

W epoce Shang istniał mit o dziesięciu słońcach, z których każde nosiło nazwę jednego z niebiańskich pni i każde ukazywało się podczas jednego z dziesięciu dni starochińskiego tygodnia (旬; xǔn). Królowie Shangów umieszczali niebiańskie pnie w swoich imionach. Niektórzy historycy uważają, że pnie mogły odzwierciedlać dziesięć klanów pod rządami Shangów. Niebiańskie pnie powiązano z teorią yin i yang oraz pięcioma pierwiastkami już po ich upadku.
W dzisiejszym języku chińskim niebiańskie pnie są powszechnie używane tak jak na Zachodzie litery alfabetu podczas różnych wyliczeń:
- Jako oceny na studiach, przy czym przed Jiǎ (bardzo dobry) występuje jeszcze Yōu (優), czyli celujący.
- Oznaczenia stron w dokumentach prawnych; w tym charakterze niebiańskie pnie są również popularne w Japonii.
- Oznaczenia odpowiedzi do wyboru w testach.
- Nazwy chemiczne, np. metanol: 甲醇 jiǎchún; etanol: 乙醇 yǐchún) itd.
- Nazwy chorób/wirusów: Hepatitis A: 甲型肝炎 jiǎxíng gānyán; Hepatitis B: 乙型肝炎 yǐxíng gānyán
- Nazwy lig sportowych: Serie A: 意甲 yìjiǎ
- Dawniej używano pni także przy nazwach witamin; wyparły je jednak litery A, B, C itd.
- Oznaczanie postaci w dialogach, np. 甲 pyta, 乙 odpowiada

Używany był także w Japonii, jako system jikkan, do oznaczania kolejności (według wymowy on’yomi), np. kolejnych wzorów uzbrojenia lub ich modyfikacji.